# Diopsiulus vagans
Diopsiulus vagans är en mångfotingart som beskrevs av Carl 1941. Diopsiulus vagans ingår i släktet Diopsiulus och familjen Stemmiulidae. Inga underarter finns listade i Catalogue of Life.